# Station Jeżówka
Station Jeżówka is een spoorwegstation in de Poolse plaats Jeżówka.